# شلالات البيضا
شلالات البيضا هي شلالات تقع في قرية البيضا في منطقة مصياف التابعة لمحافظة حماة في سوريا. الشلالات تتساقط من ينابيع المياه في الجبال المحيطة حيث الطبيعة الجميلة و الغابات . تبعد الشلالات عن مدينة مصياف حوالي 2 كم وعن مدينة حماة 50 كم وعن مدينة دمشق حوالي 220 كم.